# Sierpc (gmina)
Sierpc est une gmina rurale (gmina wiejska) de la powiat de Sierpc, dans la Voïvodie de Mazovie, dans le centre-est de la Pologne.
Son siège administratif (chef-lieu) est la ville de Sierpc, bien qu'elle ne fasse pas partie du territoire de la gmina, et qui se situe environ 9 kilomètres au nord-est de Sierpc (siège de la powiat) et 112 kilomètres au nord-ouest de Varsovie (capitale de la Pologne).
La gmina couvre une superficie de 150,23 km2 pour une population de 7 141 habitants en 2006.

## Histoire
De 1975 à 1998, la gmina est attachée administrativement à la voïvodie de Płock.

Depuis 1999, elle fait partie de la voïvodie de Mazovie.

## Géographie
La gmina inclut les villages et localités de:

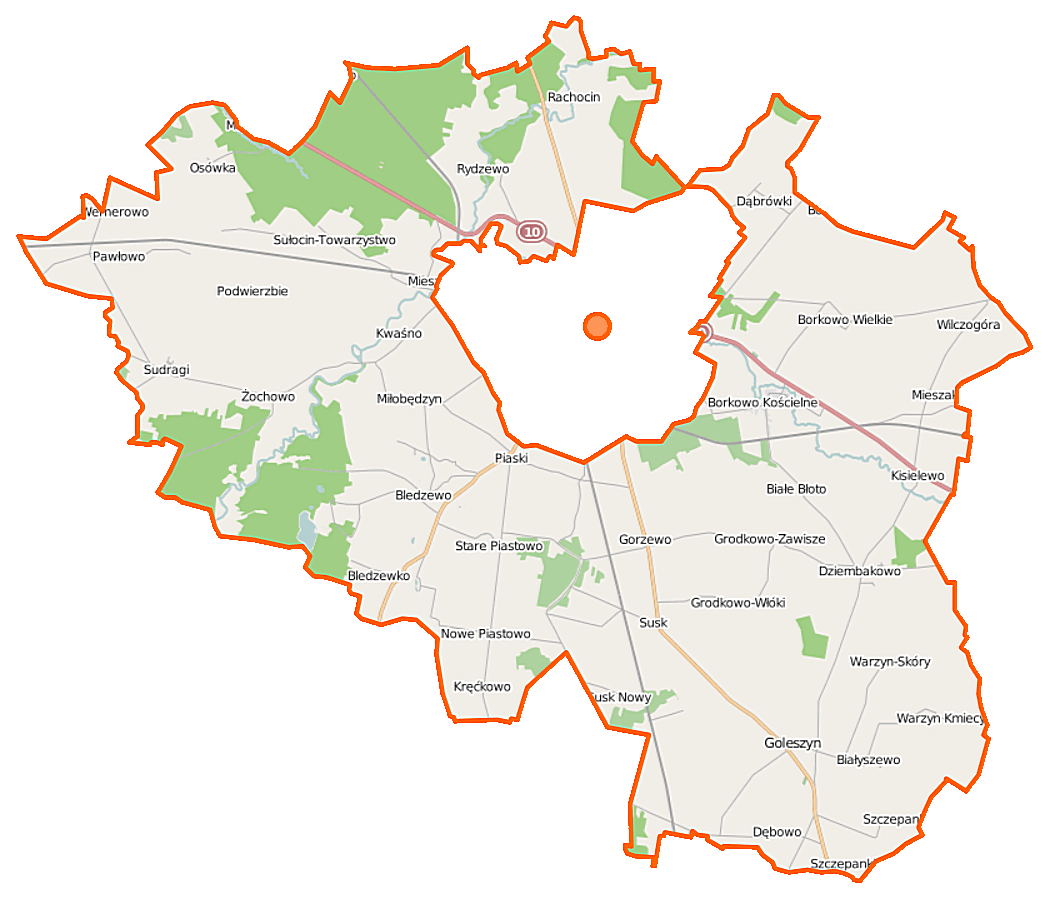
Plan de la gmina

- Białe Błoto
- Białoskóry
- Białyszewo
- Białyszewo-Towarzystwo
- Bledzewko
- Bledzewo
- Borkowo Kościelne
- Borkowo Wielkie
- Dąbrówki
- Dębowo
- Dziembakowo
- Goleszyn
- Gorzewo
- Grodkowo-Włóki
- Grodkowo-Zawisze
- Karolewo
- Kisielewo
- Kręćkowo
- Kwaśno
- Mieszaki
- Mieszczk
- Miłobędzyn
- Nowe Piastowo
- Nowy Susk
- Osówka
- Pawłowo
- Piaski
- Podwierzbie
- Rachocin
- Rydzewo
- Stare Piastowo
- Studzieniec
- Sudragi
- Sułocin-Teodory
- Sułocin-Towarzystwo
- Susk
- Szczepanki
- Warzyn Kmiecy
- Warzyn-Skóry
- Wernerowo
- Wilczogóra
- Żochowo

### Gminy voisines
La gmina de Sierpc est voisine de la ville de :
- Sierpc

et des gminy suivantes :
- Gozdowo
- Mochowo
- Rościszewo
- Skępe
- Szczutowo
- Zawidz

## Structure du terrain
D'après les données de 2002, la superficie de la commune de Sierpc est de 150,23 km2, répartis comme telle :
- terres agricoles : 77 %
- forêts : 16 %

La commune représente 17,61 % de la superficie du powiat.

## Démographie
Données du 31 décembre 2004 :
| Description        | Total  | Total | Femmes | Femmes | Hommes | Hommes |
| ------------------ | ------ | ----- | ------ | ------ | ------ | ------ |
| Unité              | Nombre | %     | Nombre | %      | Nombre | %      |
| Population         | 7 215  | 100   | 3 653  | 50,6   | 3 562  | 49,4   |
| Densité (hab./km²) | 48     | 48    | 24,3   | 24,3   | 23,7   | 23,7   |